# Milarepa
Milarepa (tibetano: རྗེ་བཙུན་མི་ལ་རས་པ; Wylie: Rje-btsun Mi-la-ras-pa; 蜜勒日波S; 1051 – 1135) è stato un mistico, filosofo e poeta tibetano, uno dei principali maestri della scuola Kagyu del Buddismo tibetano.

## Biografia

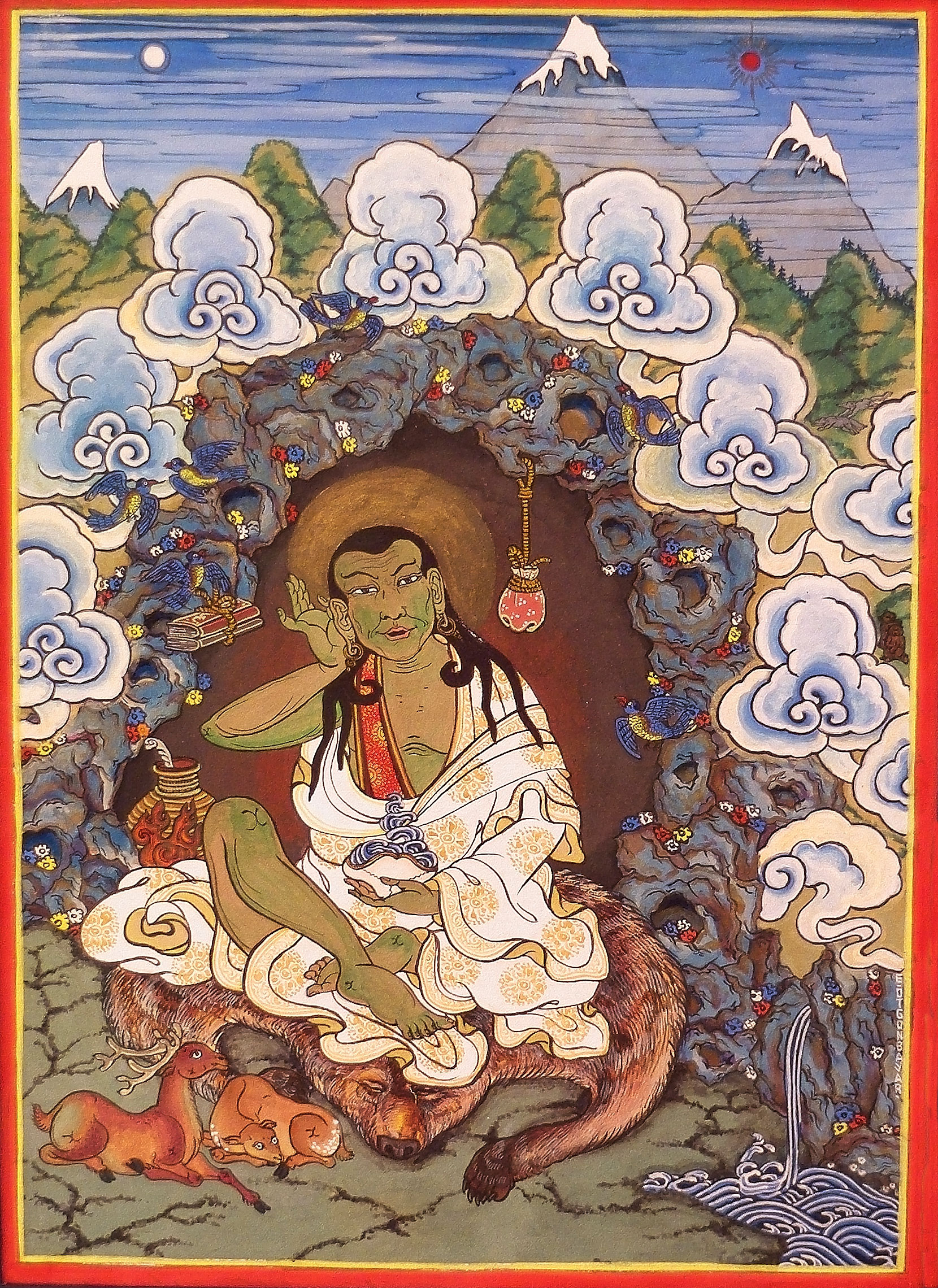
Milarepa, tempera su cotone, 21x30 cm, 2008 Otgonbayar Ershuu

Mila Thöpaga (Thos-pa-dga') nacque nel Tibet occidentale, nel villaggio di Kya Ngatsa nella provincia di Gung-thang, vicino al confine con il Nepal.
Suo padre morì quando egli aveva solo sette anni e, da quel momento, tutte le proprietà di famiglia caddero sotto il controllo degli avidi zii, che trattarono Mila e la madre come schiavi.
La madre di Mila accumulò immenso rancore e, non appena suo figlio fu abbastanza grande, vendette la metà di un piccolo campo che possedeva affinché potesse fuggire e recarsi a studiare magia nera. La sua speranza era quella che questa arte gli avrebbe conferito la capacità di vendicarsi dei parenti.
Il giovane Mila apprese rapidamente dal lama Yungtun-Trogyal come guidare le potenze della distruzione e le utilizzò esaudendo i desideri dalla madre: evocò demoni e suscitò svariate catastrofi che portarono velocemente alla rovina il villaggio ove vivevano i suoi parenti, causando così la morte di molte persone.
Il suo maestro di magia nera, trovatosi per la prima volta a confrontarsi con una tale distruzione, rimase scioccato e, comprendendo la natura negativa dei suoi insegnamenti, lo mandò via affinché potesse trovare qualcuno in grado di insegnargli come neutralizzare il karma negativo accumulato attraverso la pratica della magia nera.
Così egli divenne allievo di un lama della scuola Nyingma, che presto, però, lo indirizzò a Marpa, il famoso lama traduttore.
Fu così che, all'età di 38 anni, Mila divenne allievo del grande traduttore (lotsawa) Marpa, il quale gli concesse di restare nei suoi terreni, ma si rifiutò di ammetterlo tra i suoi studenti e di concedergli qualsiasi insegnamento.
Per sei anni Mila venne trattato come un servo e gli fu ordinato di svolgere lavori che mettevano alla prova il suo fisico con difficoltà insostenibili. Gli fu addirittura ordinato di costruire e distruggere ripetutamente una torre di nove piani. Non lasciandosi scoraggiare dai progetti alquanto mutevoli di Marpa, Mila riuscì a completare il lavoro (e la torre da lui costruita svetta tuttora in Tibet).

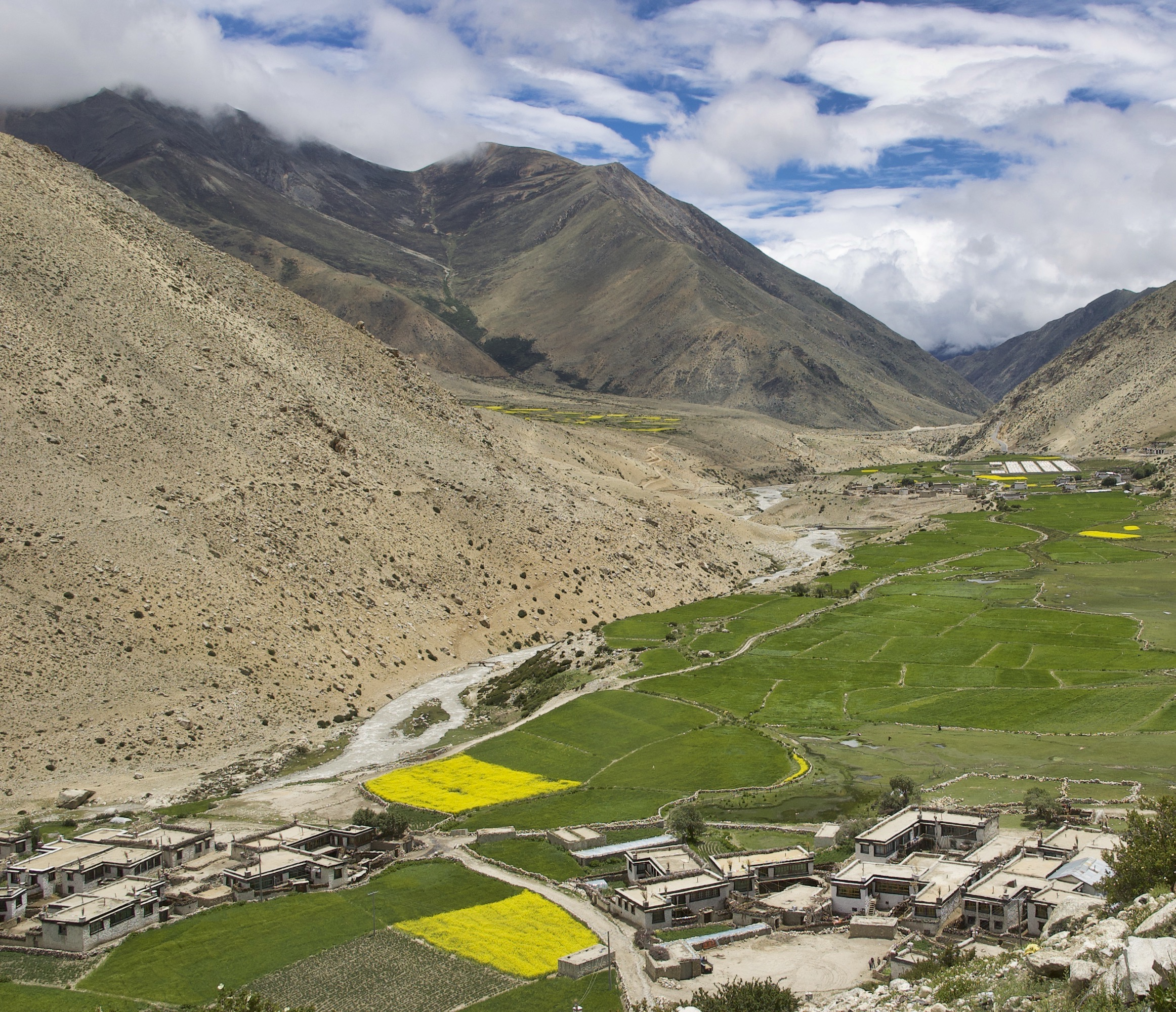
Il Gompa alla Grotta di Milarepa sulla Strada dell'Amicizia Tibet - Nepal

Giunse la fine degli anni di lavoro, durante i quali il karma negativo di Mila venne esaurito grazie al duro comportamento del suo insegnante Marpa, che poté finalmente iniziare ad istruirlo. Lo preparò velocemente ad una vita di meditazione solitaria e lo mandò a meditare in totale isolamento per un anno nelle caverne d'alta montagna. Al suo ritorno Marpa convocò i suoi principali discepoli e trasmise a ciascuno di essi uno degli insegnamenti ricevuti dal suo maestro Naropa: il corpo illusorio (sgyu-lus), la chiara luce (hod-gsal), lo stadio intermedio (bar-do), il controllo del sogno (rmi-lam) e il trasferimento della coscienza (pho-wa).
A Mila venne trasmesso il potere del fuoco interiore (gtum-mo), che consente di non usare vesti di lana: da quel giorno gli fu dato il soprannome di re-pa ("vestito di tela").
Milarepa si impegnò nella meditazione con ardore e devozione, sino a raggiungere la completa illuminazione. Presto la sua fama si diffuse e molta gente iniziò a cercarlo per ascoltare i sublimi canti per mezzo dei quali esprimeva la sua realizzazione.
Continuò a condurre una vita molto semplice, impartendo insegnamenti ad una cerchia ristretta di ventuno discepoli: otto "maggiori" e tredici "minori".
I suoi discepoli più importanti furono: Je Gampopa, Rechungpa, Shiwa Od Repa, Sewan Repa, Ngang Dzong Changchub Gyalpo, Khyra Repa, Drigom Repa e Sangye Kyab Repa.
Morì all'età di 84 anni nel quattordicesimo giorno dell'ultimo dei tre mesi invernali dell'anno della Lepre di Bosco [1135 d.C.], all'alba.

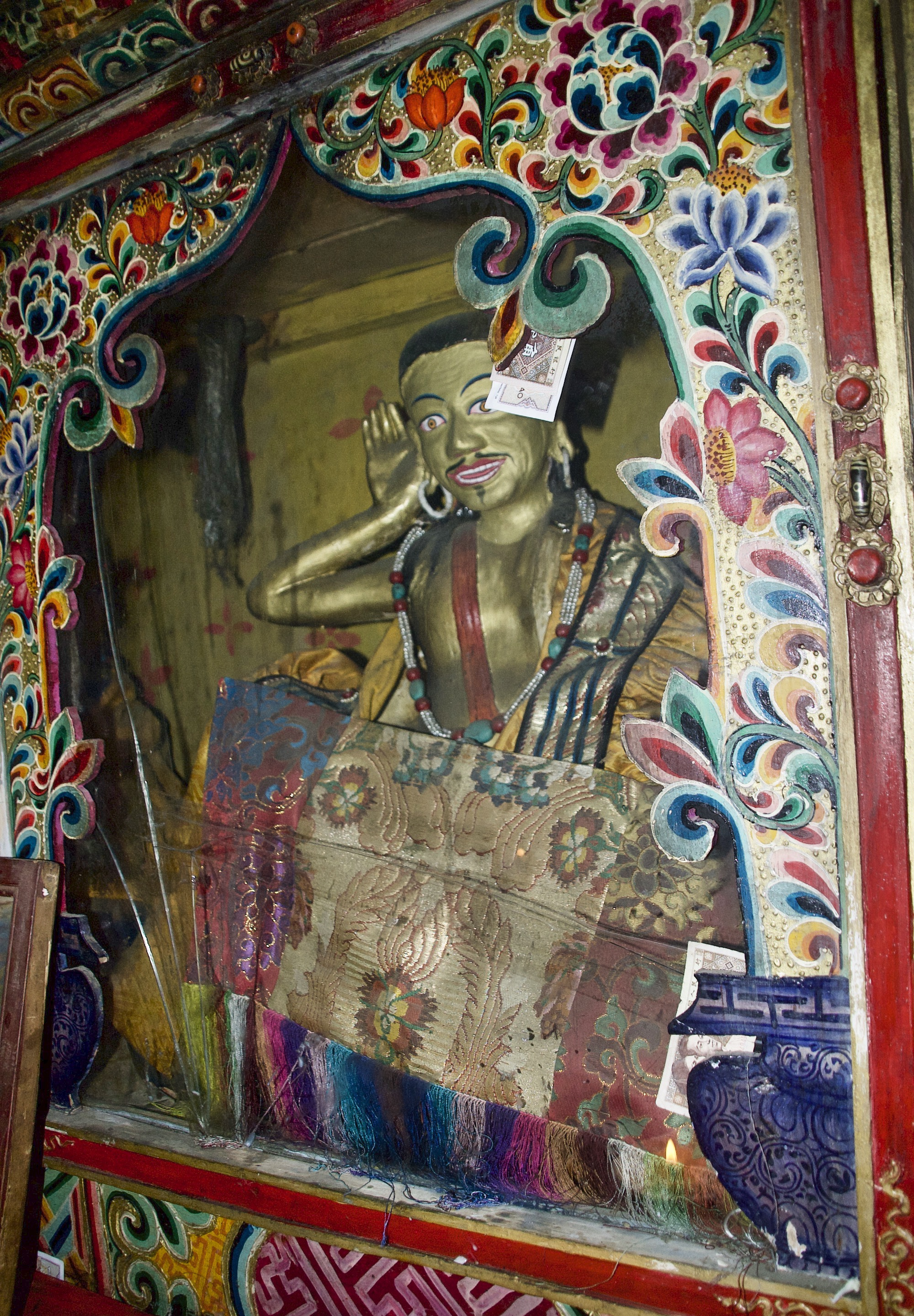
Statua di Milarepa nel gompa di Tirthapuri, Tibet occidentale

## Filmografia su Milarepa e altre rappresentazioni
Nel 1974, Liliana Cavani fu regista di un film sulla vita di Milarepa.
Nel 2007, il regista bhutanese Neten Chokling ha diretto un film riguardante la prima parte della vita di Milarepa, prima del suo incontro col Buddismo e con Marpa.
L'alpinista ed esploratore Reinhold Messner, che ha definito Milarepa il suo "eroe", gli ha dedicato una stanza nel Castel Juval dove vive, dove sono raccolte diverse antiche rappresentazioni pittoriche del religioso.